# 西里西亚剧院

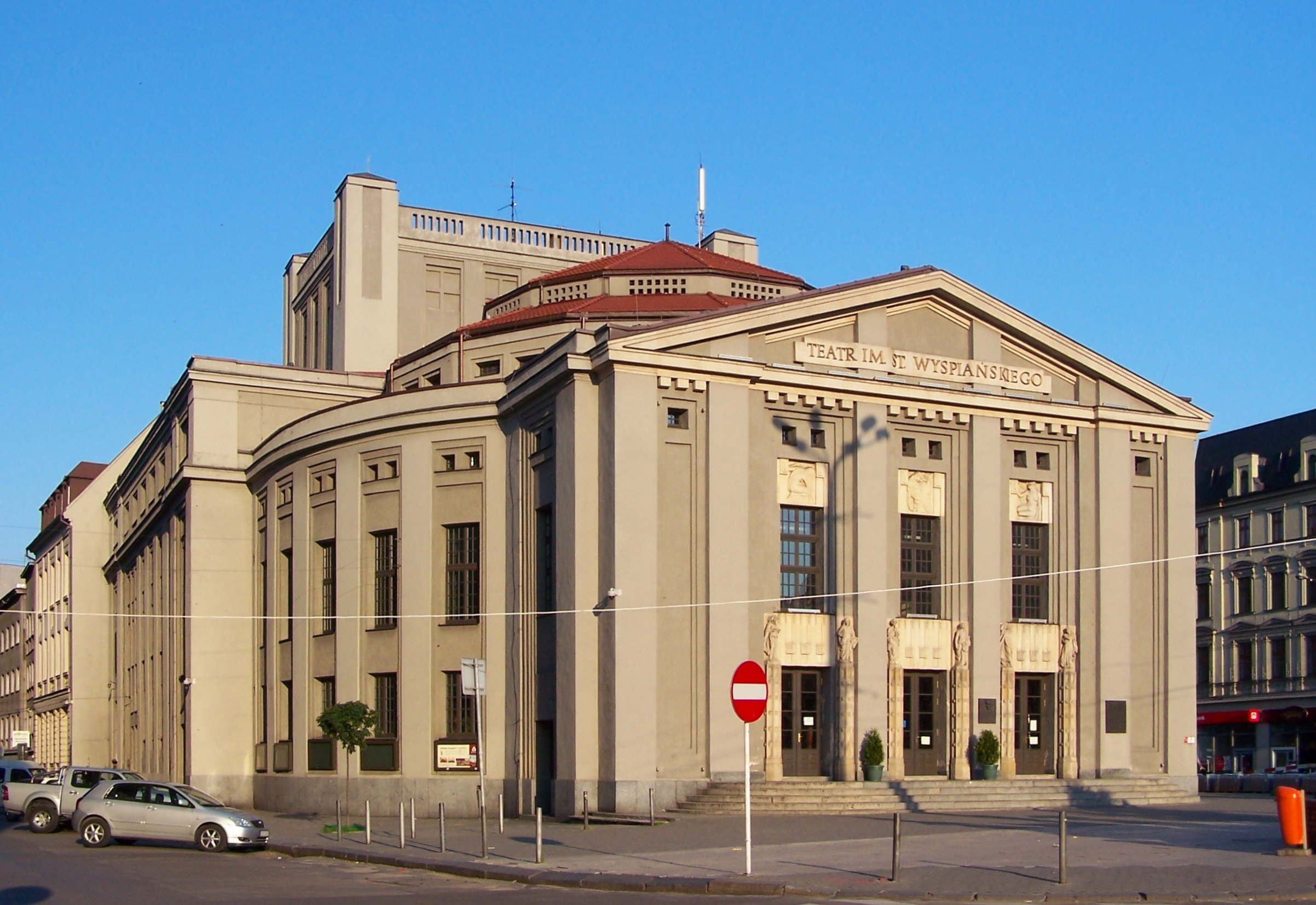
西里西亚剧院

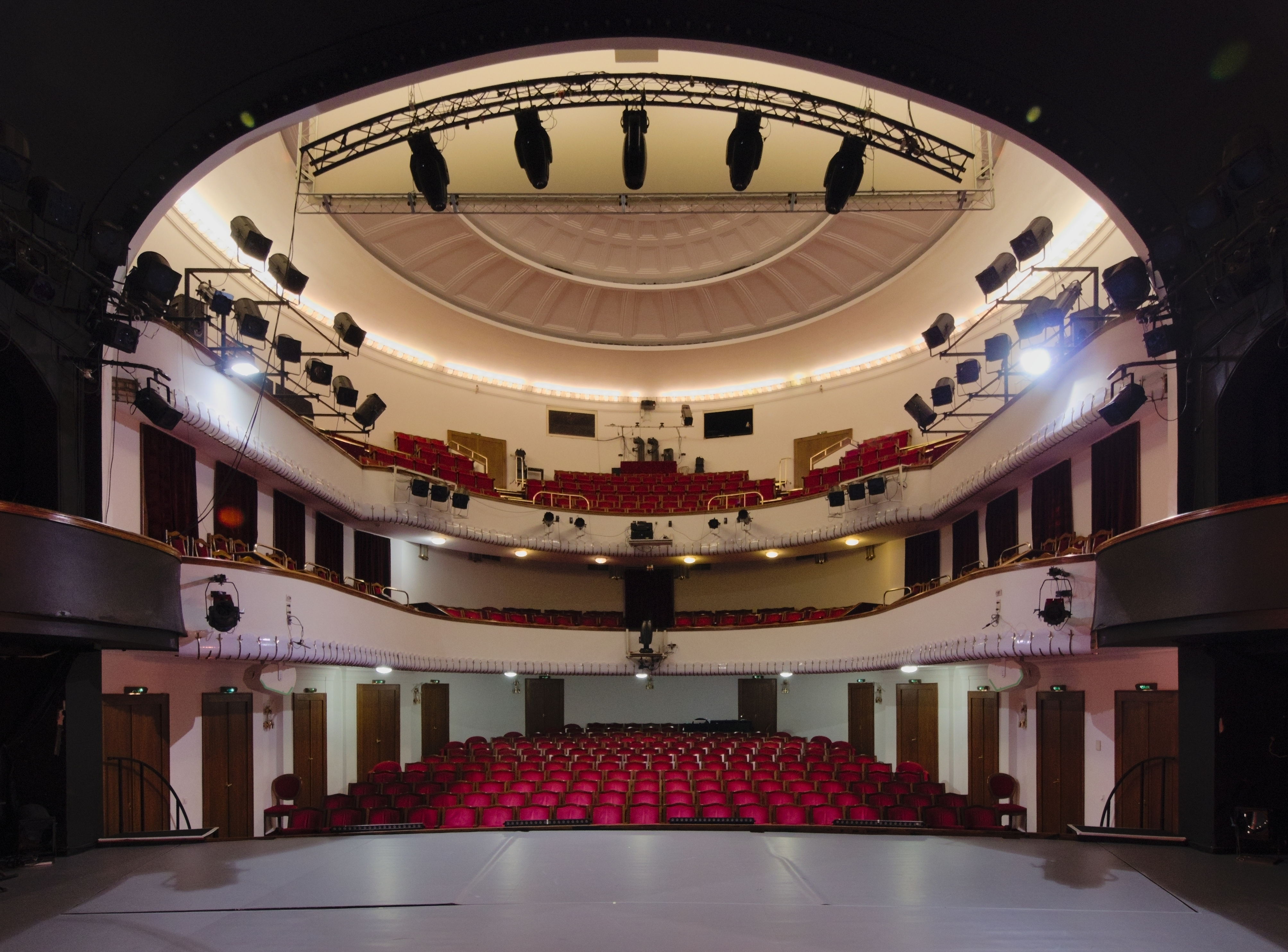
禮堂

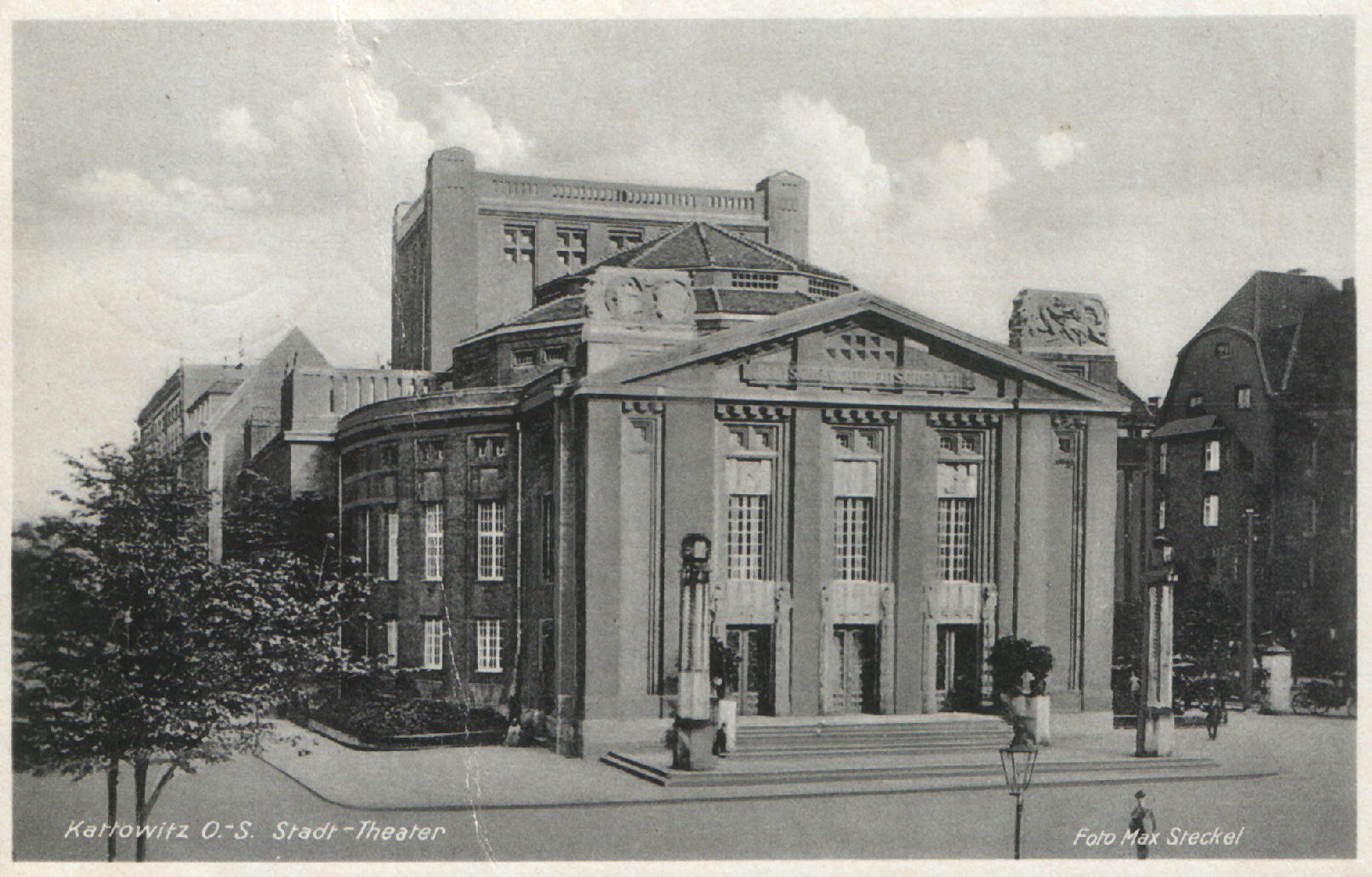
战前的西里西亚剧院

卡托维兹斯坦尼斯拉夫·维斯皮安斯基西里西亚剧院 (波蘭語：Teatr Śląski im. Stanisława Wyspiańskiego w Katowicach)以斯坦尼斯拉夫·维斯皮安斯基命名，是西里西亚最大的剧院，位于卡托维兹的集市广场（Rynek w Katowicach）。

## 历史
剧院建于1905-1907年，称为“德国剧院”，由德国建筑师卡尔·莫里茨设计。在战间期的波兰，从1922年到1939年称为“波兰剧院”。